# لوح الطاقة
لوح الطاقة هو عبارة عن لوح مغذّي تكميلي يحتوي على الحبوب ومواد غذائية غنية بالطاقة، حيث أنه موجه للأشخاص الذين يحتاجون للطاقة بشكل سريع وليس لديهم الوقت لتناول وجبات.

## التغذية

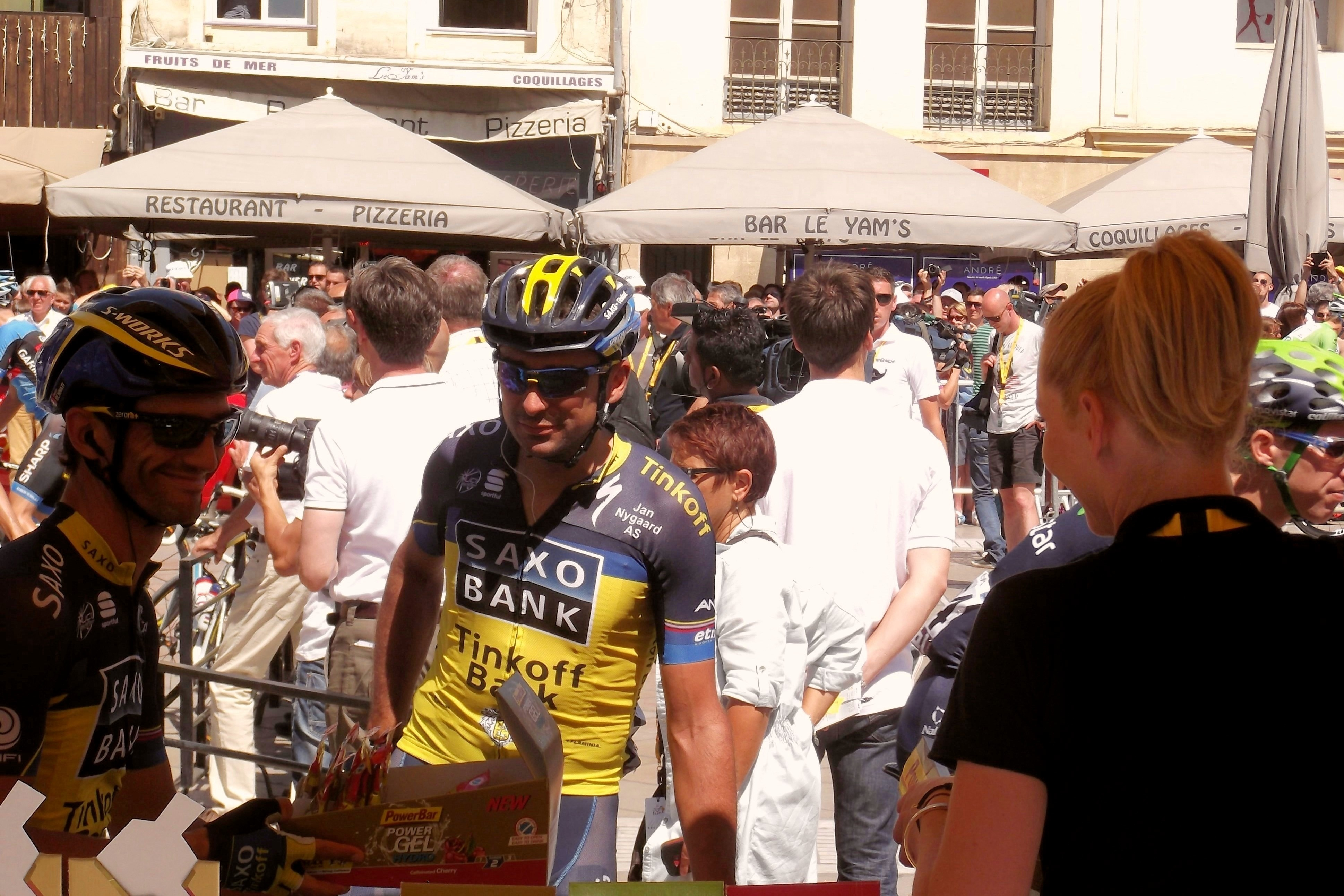
تجمهر حول لوح الطاقة

الطاقة في الطعام تأتي من 3 مصادر: الدهون،والبروتينات، والكربوهيدرات . لوح الطاقة المثالي يزن حوالي 45-80 غرام ويمدّ الجسم بالطاقة بحوالي 200-300 سعر حراري(840–1,300 كيلو جول)، و 3-9 غرام من الدهون، و20-40 غرام من الكربوهيدرات. لإعطاء الطاقة بشكل سريع فإن الكربوهيدرات الموجودة تتكون من أنواع مختلفة من السكريات مثل الفركتوز،والغلوكوز، والمالتوديكسترين وأنواع أخرى بنسب مختلفة، مدموجة مع مصادر كربوهيدرات معقدة مثل الشوفان والشعير. تتوافر البروتينات على شكل بروتين مصل اللبن سريع الهضم. ألواح الطاقة عادة لا تحتوي على السكر الكحولي، حيث أن الألواح تحتوي على أنواع من الكربوهيدرات بحيث لا تحتاج إلى محلّيات قليلة السعرات الحرارية لتحسين الطعم. كمية الدهون في ألواح الطاقة تكون قليلة ومصدرها الأساسي هو زبدة الكاكاو والشوكولاتة الداكنة.

## الاستخدام
تستخدم ألواح الطاقة كمصدر للطاقة أثناء الأحداث الرياضية مثل الماراثون، والترياتلون، والنشاطات الخارجية حيث يتم استهلاك كميات كميات كبيرة من الطاقة لفترة طويلة من الوقت.